# H8R
H8R는 2011년 9월 14일부터 10월 5일까지 The CW에서 방영된 리얼리티 프로그램이다. 시청률 저조로 인해 6개의 에피소드중 4개만 방영되었다.